# Cliff Eisen
Cliff Eisen (Toronto, 21 gennaio 1952) è un musicologo canadese.
Studente all'Università di Toronto e alla Cornell, è stato docente alla University of Western Ontario e  all'Università di New York. La sua attività di ricerca si incentra sul classicismo, interessando soprattutto Mozart e la pratica esecutiva musicale, e ha prodotto numerosi contributi sulle questioni di autenticità delle composizioni del musicista salisburghese e di suo padre Leopold; altri contributi riguardano la musica da camera mozartiana, la vita di Mozart a Salisburgo, la sua biografia nei documenti contemporanei. Si è occupato anche di Cole Porter.
Il suo rapporto con l'Università di New York ebbe termine nel 1997 per licenziamento dopo che una studentessa transessuale intentò una causa all'ateneo per molestie sessuali.